# Bolitoglossa minutula
Bolitoglossa minutula é uma espécie de anfíbio caudado pertencente à família Plethodontidae, sub-família Plethodontinae.